# Otto Föll
Otto Föll (* 15. November 1867 in Esslingen am Neckar; † unbekannt) war ein württembergischer Oberamtmann.

## Leben
Föll, Sohn eines Lyzeumsprofessors und evangelischer Konfession, studierte von 1886 bis 1890 Regiminalwissenschaft in Tübingen. Er legte 1890 die erste und 1892 die zweite höhere Dienstprüfung ab. 
1892 trat er in die württembergische Innenverwaltung ein. Er leitete als Oberamtmann das Oberamt Leutkirch von 1905 bis 1913. 1913 wurde er Regierungsrat und Kollegialrat am Oberversicherungsamt Stuttgart. Er wurde 1920 Oberregierungsrat in der Innenverwaltung, aber am Oberversicherungsamt weiter verwendet, bis er 1925 beim Oberversicherungsamt Oberregierungsrat wurde. 1933 trat er in den Ruhestand.